# Flinders Island (Australia Meridionale)
Flinders Island è l'isola maggiore dell'Investigator Group, si trova nella Gran Baia Australiana lungo la costa occidentale della penisola di Eyre, nell'Australia Meridionale (Australia).
L'isola ha avuto il nome di Samuel W. Flinders, fratello minore di Matthew Flinders e sottotenente sulla HMS Investigator, il 13 febbraio 1802.

## Geografia
L'isola si trova 28 km a ovest di Cape Finnis, l'estremità meridionale di Anxious Bay, sul lato occidentale della penisola di Eyre. Ha un'area di 36,42 km² e un'altezza massima di 66 m.